# Rachel Tallent
Rachel Tallent, född 20 februari 1993, är en friidrottare från Australien. Hon deltog vid olympiska sommarspelen 2016.